# 島本雄二
島本 雄二（しまもと ゆうじ、1990年〈平成2年〉1月23日 - ）は、日本の空手家。新極真会練馬支部（島本道場）支部長。全世界空手道連盟新極真会公認四段。得意技は前蹴り。

## 人物
広島県呉市出身。広島県立呉昭和高等学校、広島経済大学卒業。新極真会広島支部出身。
2015年、「第11回全世界空手道選手権大会」で優勝を果たした。
2017年、第6回全世界ウエイト制空手道選手権大会において男子重量級の部で優勝。これで新極真会の主要4大会を制覇するグランドスラムを達成した。
現在は、新極真会島本道場（江古田）の支部長として後進の指導にあたるかたわら、全日本・全世界大会で優勝しており、新極真会を代表する選手でもある。

## 戦歴
- 2008年 新極真会主催　第25回全日本ウエイト制大会　中量級　3位
- 2010年 新極真会主催　第27回全日本ウエイト制大会　重量級　準優勝
- 2010年 新極真会主催　第42回全日本大会　敢闘賞
- 2011年 新極真会主催　第28回全日本ウエイト制大会　重量級　優勝
- 2011年 新極真会主催　第10回全世界大会　7位
- 2012年 新極真会主催　第29回全日本ウエイト制大会　重量級　優勝
- 2012年 新極真会主催　第44回全日本大会　優勝・試割賞
- 2013年 新極真会主催　第5回カラテワールドカップ　重量級　3位
- 2013年 新極真会主催　第45回全日本大会　4位
- 2014年 JFKO主催　第1回全日本フルコンタクト空手道選手権大会　重量級　準優勝
- 2014年 新極真会主催　第46回全日本大会　優勝・試割賞
- 2015年 新極真会主催　第11回全世界大会　優勝
- 2016年 新極真会主催　第48回全日本大会　準優勝・試割賞
- 2017年 新極真会主催　第6回全世界ウエイト制大会　重量級　優勝
- 2017年 新極真会主催　第49回全日本大会　優勝
- 2018年 JFKO主催　第1回国際フルコンタクト空手道選手権大会　重量級　準優勝
- 2018年 新極真会主催　第50回全日本大会　優勝
- 2019年 新極真会主催　第12回全世界大会　優勝